# 猫の二重唱
『猫の二重唱』（ねこのにじゅうしょう、イタリア語: Duetto buffo di due gatti）は、ソプラノ二重唱とピアノ伴奏による曲で、しばしばアンコール曲として上演される。歌詞が猫の鳴き声（miau）をくり返すだけであるためにこの名がある。他の声域（ソプラノとテノール、ソプラノとバスなど）で上演されることもある。

## 作者と構成
『猫の二重唱』はジョアキーノ・ロッシーニの作品とされることが多いが、実際にはロッシーニのオペラ『オテロ』中の曲などを別人が組み合わせて編曲した作品である。ヒューバート・ハントによると、編曲者はイギリスのロバート・ルーカス・ディ・ピアソルであり、1825年に「G. Berthold」の偽名を使って出版した。
曲は3つの部分からなる。
- 前半のカヴァティーナ（Adagio、ニ短調 4⁄4拍子）はデンマークの作曲家クリストフ・エルンスト・フリードリヒ・ヴァイゼ（英語版）による『猫のカヴァティーナ』による[3][4][5]
- 中間部（Andantino、ニ短調 6⁄8拍子）
- 後半のカバレッタ（Allegretto、ヘ長調 4⁄4拍子）はロッシーニ『オテロ』第2幕よりロドリーゴのアリア「Ah! come mai non senti」による

ロッシーニ『オテロ』第2幕からはオテロとイアーゴの二重唱の一部も使われているという。